# Indian Wells Open 2019
L'Indian Wells Open 2019, noto come BNP Paribas Open per motivi di sponsorizzazione, è stato un torneo di tennis giocato su campi in cemento. È stata la 46ª edizione dell'Indian Wells Open maschile e faceva parte della categoria ATP Tour Masters 1000 nell'ambito dell'ATP Tour 2019, e la 31ª edizione femminile facente parte della categoria Premier Mandatory nell'ambito del WTA Tour 2019. Sia il torneo maschile sia quello femminile si sono tenuti all'Indian Wells Tennis Garden di Indian Wells, negli Stati Uniti, dal 4 al 17 marzo 2019.

## Partecipanti ATP

### Teste di serie
| Nazionalità | Giocatore             | Ranking* | Testa di serie |
| ----------- | --------------------- | -------- | -------------- |
| Serbia      | Novak Djokovic        | 1        | 1              |
| Spagna      | Rafael Nadal          | 2        | 2              |
| Germania    | Alexander Zverev      | 3        | 3              |
| Svizzera    | Roger Federer         | 4        | 4              |
| Sudafrica   | Kevin Anderson        | 6        | 5              |
| Giappone    | Kei Nishikori         | 7        | 6              |
| Austria     | Dominic Thiem         | 8        | 7              |
| Stati Uniti | John Isner            | 9        | 8              |
| Grecia      | Stefanos Tsitsipas    | 10       | 9              |
| Croazia     | Marin Čilić           | 11       | 10             |
| Croazia     | Borna Ćorić           | 12       | 11             |
| Russia      | Karen Khachanov       | 13       | 12             |
| Canada      | Milos Raonic          | 14       | 13             |
| Russia      | Daniil Medvedev       | 15       | 14             |
| Italia      | Marco Cecchinato      | 16       | 15             |
| Italia      | Fabio Fognini         | 17       | 16             |
| Georgia     | Nikoloz Basilašvili   | 18       | 17             |
| Francia     | Gaël Monfils          | 19       | 18             |
| Spagna      | Pablo Carreño Busta   | 20       | 19             |
| Belgio      | David Goffin          | 21       | 20             |
| Spagna      | Roberto Bautista Agut | 22       | 21             |
| Regno Unito | Kyle Edmund           | 23       | 22             |
| Australia   | Alex de Minaur        | 24       | 23             |
| Canada      | Denis Shapovalov      | 25       | 24             |
| Argentina   | Diego Schwartzman     | 26       | 25             |
| Bulgaria    | Grigor Dimitrov       | 28       | 26             |
| Francia     | Gilles Simon          | 29       | 27             |
| Francia     | Lucas Pouille         | 30       | 28             |
| Ungheria    | Márton Fucsovics      | 31       | 29             |
| Serbia      | Laslo Djere           | 32       | 30             |
| Australia   | Nick Kyrgios          | 33       | 31             |
| Argentina   | Guido Pella           | 34       | 32             |

* Ranking al 4 marzo 2019.

### Altri partecipanti
I seguenti giocatori hanno ricevuto una wild card per il tabellone principale:
- Félix Auger-Aliassime
- Laslo Djere
- Jared Donaldson
- Reilly Opelka
- Donald Young

I seguenti giocatori sono entrati nel tabellone principale passando dalle qualificazioni:

- Radu Albot
- Alex Bolt
- Daniel Evans
- Bjorn Fratangelo
- Marcos Giron
- Prajnesh Gunneswaran
- Ugo Humbert
- Denis Istomin
- Tatsuma Itō
- Filip Krajinović
- Alexei Popyrin
- Elias Ymer

I seguenti giocatori sono entrati in tabellone come lucky loser:
- Ričardas Berankis
- Miomir Kecmanović
- Andrey Rublev

### Ritiri
Prima del torneo
- Kevin Anderson → sostituito da  Miomir Kecmanović
- Aljaž Bedene → sostituito da  Ryan Harrison
- Pablo Carreño Busta → sostituito da  Andrey Rublev
- Chung Hyeon → sostituito da  Ilya Ivashka
- Juan Martín del Potro → sostituito da  Tarō Daniel
- Grigor Dimitrov → sostituito da  Ričardas Berankis
- Richard Gasquet → sostituito da  Federico Delbonis
- Vasek Pospisil → sostituito da  Mackenzie McDonald
- Fernando Verdasco → sostituito da  Ernests Gulbis

Durante il torneo
- Martin Kližan
- Gaël Monfils
- Rafael Nadal
- Yoshihito Nishioka

## Partecipanti WTA

### Teste di serie
| Nazionalità   | Giocatrici               | Ranking* | Testa di serie** |
| ------------- | ------------------------ | -------- | ---------------- |
| Giappone      | Naomi Ōsaka              | 1        | 1                |
| Romania       | Simona Halep             | 2        | 2                |
| Rep. Ceca     | Petra Kvitová            | 3        | 3                |
| Stati Uniti   | Sloane Stephens          | 4        | 4                |
| Rep. Ceca     | Karolína Plíšková        | 5        | 5                |
| Ucraina       | Elina Svitolina          | 6        | 6                |
| Paesi Bassi   | Kiki Bertens             | 7        | 7                |
| Germania      | Angelique Kerber         | 8        | 8                |
| Bielorussia   | Aryna Sabalenka          | 9        | 9                |
| Stati Uniti   | Serena Williams          | 10       | 10               |
| Lettonia      | Anastasija Sevastova     | 11       | 11               |
| Australia     | Ashleigh Barty           | 12       | 12               |
| Danimarca     | Caroline Wozniacki       | 13       | 13               |
| Russia        | Daria Kasatkina          | 14       | 14               |
| Germania      | Julia Görges             | 15       | 15               |
| Belgio        | Elise Mertens            | 16       | 16               |
| Stati Uniti   | Madison Keys             | 17       | 17               |
| Cina          | Wang Qiang               | 18       | 18               |
| Francia       | Caroline Garcia          | 19       | 19               |
| Spagna        | Garbiñe Muguruza         | 20       | 20               |
| Estonia       | Anett Kontaveit          | 21       | 21               |
| Lettonia      | Jeļena Ostapenko         | 22       | 22               |
| Svizzera      | Belinda Bencic           | 23       | 23               |
| Ucraina       | Lesia Tsurenko           | 28       | 24               |
| Stati Uniti   | Danielle Collins         | 25       | 25               |
| Spagna        | Carla Suárez Navarro     | 24       | 26               |
| Taipei cinese | Hsieh Su-wei             | 27       | 27               |
| Croazia       | Donna Vekić              | 26       | 28               |
| Romania       | Mihaela Buzărnescu       | 31       | 29               |
| Russia        | Anastasia Pavlyuchenkova | 32       | 30               |
| Bielorussia   | Aliaksandra Sasnovich    | 34       | 31               |
| Slovacchia    | Dominika Cibulková       | 35       | 32               |

* Ranking al 4 marzo 2019.

** Teste di serie al 25 febbraio 2019.

### Altre partecipanti
Le seguenti giocatrici hanno ricevuto una wild card per il tabellone principale:
- Bianca Andreescu
- Amanda Anisimova
- Jennifer Brady
- Madison Brengle
- Jessica Pegula
- Taylor Townsend
- Sachia Vickery

La seguente giocatrice è entrata in tabellone grazie al ranking protetto:
- Laura Siegemund

Le seguenti giocatrici sono entrate nel tabellone principale passando dalle qualificazioni:

- Ysaline Bonaventure
- Zarina Diyas
- Misaki Doi
- Viktorija Golubic
- Nao Hibino
- Priscilla Hon
- Kateryna Kozlova
- Christina McHale
- Caty McNally
- Natalia Vikhlyantseva
- Stefanie Vögele
- Zhu Lin

### Ritiri
Prima del torneo
- Camila Giorgi → sostituita da  Eugenie Bouchard
- Luksika Kumkhum → sostituita da  Magda Linette
- Ekaterina Makarova → sostituita da  Johanna Larsson
- Maria Sharapova → sostituita da  Mona Barthel

Durante il torneo
- Anastasija Sevastova
- Serena Williams

## Punti
| Torneo              | V    | F   | SF  | QF  | 4T   | 3T   | 2T   | 1T   | Q    | Q2   | Q1   |
| Singolare maschile  | 1000 | 600 | 360 | 180 | 90   | 45   | 25*  | 10   | 16   | 8    | 0    |
| Doppio maschile     | 1000 | 600 | 360 | 180 | 90   | 0    | N.D. | N.D. | N.D. | N.D. | N.D. |
| Singolare femminile | 1000 | 650 | 390 | 215 | 120  | 65   | 35*  | 10   | 30   | 20   | 2    |
| Doppio femminile    | 1000 | 650 | 390 | 215 | N.D. | N.D. | 120  | 10   | N.D. | N.D. | N.D. |

* I giocatori con un bye ricevono i punti del primo turno.

## Montepremi
| Event               | V          | F        | SF       | QF       | 4T      | 3T      | 2T      | 1T      | Q2     | Q1     |
| Singolare maschile  | $1,354,010 | $686,000 | $354,00  | $182,000 | $91,205 | $48,775 | $26,430 | $16,425 | $6,790 | $3,395 |
| Singolare femminile | $1,354,010 | $686,000 | $354,00  | $182,000 | $91,205 | $48,775 | $26,430 | $16,425 | $6,790 | $3,395 |
| Doppio maschile     | $457,290   | $223,170 | $111,860 | $57,000  | N.D.    | N.D.    | $30,060 | $16,090 | N.D.   | N.D.   |
| Doppio femminile    | $457,290   | $223,170 | $111,860 | $57,000  | N.D.    | N.D.    | $30,060 | $16,090 | N.D.   | N.D.   |

## Campioni

### Singolare maschile
Dominic Thiem ha battuto in finale  Roger Federer con il punteggio di 3-6, 6-3, 7-5.
- È il dodicesimo titolo in carriera, il primo titolo ATP Masters 1000 in carriera e in stagione per Thiem.

### Singolare femminile
Bianca Andreescu ha battuto in finale  Angelique Kerber con il punteggio di 6-4, 3-6, 6-4.
- È il primo titolo in carriera per Andreescu.

### Doppio maschile
Nikola Mektić /  Horacio Zeballos hanno sconfitto in finale  Łukasz Kubot /  Marcelo Melo con il punteggio di 4-6, 6-4, [10-3].

### Doppio femminile
Elise Mertens /  Aryna Sabalenka hanno sconfitto in finale  Barbora Krejčíková /  Kateřina Siniaková con il punteggio di 6-3, 6-2.